# Schrattenbach (Adelsgeschlecht)

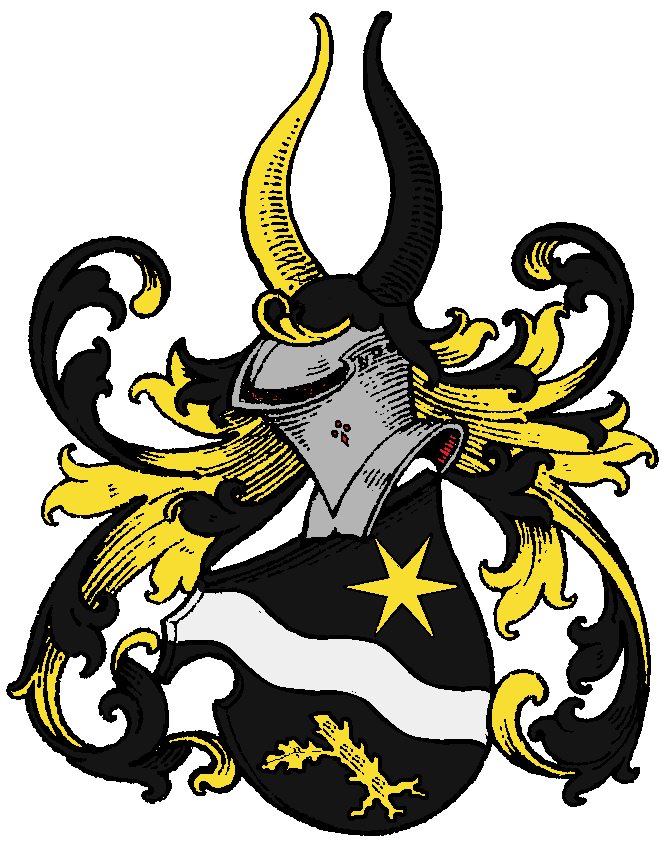
Stammwappen des Adelsgeschlechts derer von Schrattenbach aus dem 15. Jahrhundert.

Schrattenbach, Grafen von Schrattenbach, Freiherren zu Heggenberg und Osterwitz, Herren auf Pragwaldt, Hohenegg und Lemberg, ist der Name eines Adelsgeschlechts in der Steiermark. Das Geschlecht trat nach Gabriel Bucelinus: „Germaniae stemmatographia“ (Augsburg Ulm, 1655–1671) mit Johann von Schrattenbach 1496 erstmals auf. Erbländisch-österreichische Freiherren mit Wappenvereinigung mit den erloschenen Geschlecht von der Dürr (auch Dürre oder Doerr) sowie 1558 Oberst-Erbland-Vorschneider im Herzogtum Steiermark; Reichsgraf mit Freiherren von Heggenberg und Osterwitz (auch: Hegnenberg, Heggenburg), d.d. Wien 12. Oktober 1649 für das Gesamtgeschlecht der Freiherren Schrattenbach von Schrattenthal; Inkolat in Mähren 1737 für Franz Anton Graf von Schrattenbach; erbländisch-österreichischer Fürstenstand (ad personam) 1788 für Vincenz Joseph Graf von Schrattenbach, Dompropst zu Salzburg.
Das Geschlecht ist im 19. Jahrhundert im Namensträgerstamm mit Franz Anton (der Jüngere) (* 1784; † 12. April 1816) erloschen. Er wurde K. u. k. Kämmerer und verehelicht am 26. Januar 1808 mit Christine Gräfin Serényi von Kis-Serény (1783–1821). Deren Tochter Isabella Henriette Gräfin von Schrattenbach (1809–1875) auf Prödlitz mit Otaslawitz in Mähren und Bussa und Szabadka in Ungarn ehelichte im Jahre 1827 Gustav Graf Kalnoky, Freiherr von Korospatat auf Lettowitz, K.k. Kämmerer und Oberleutnant und 1884 in Graz verstorben.

## Geschichte

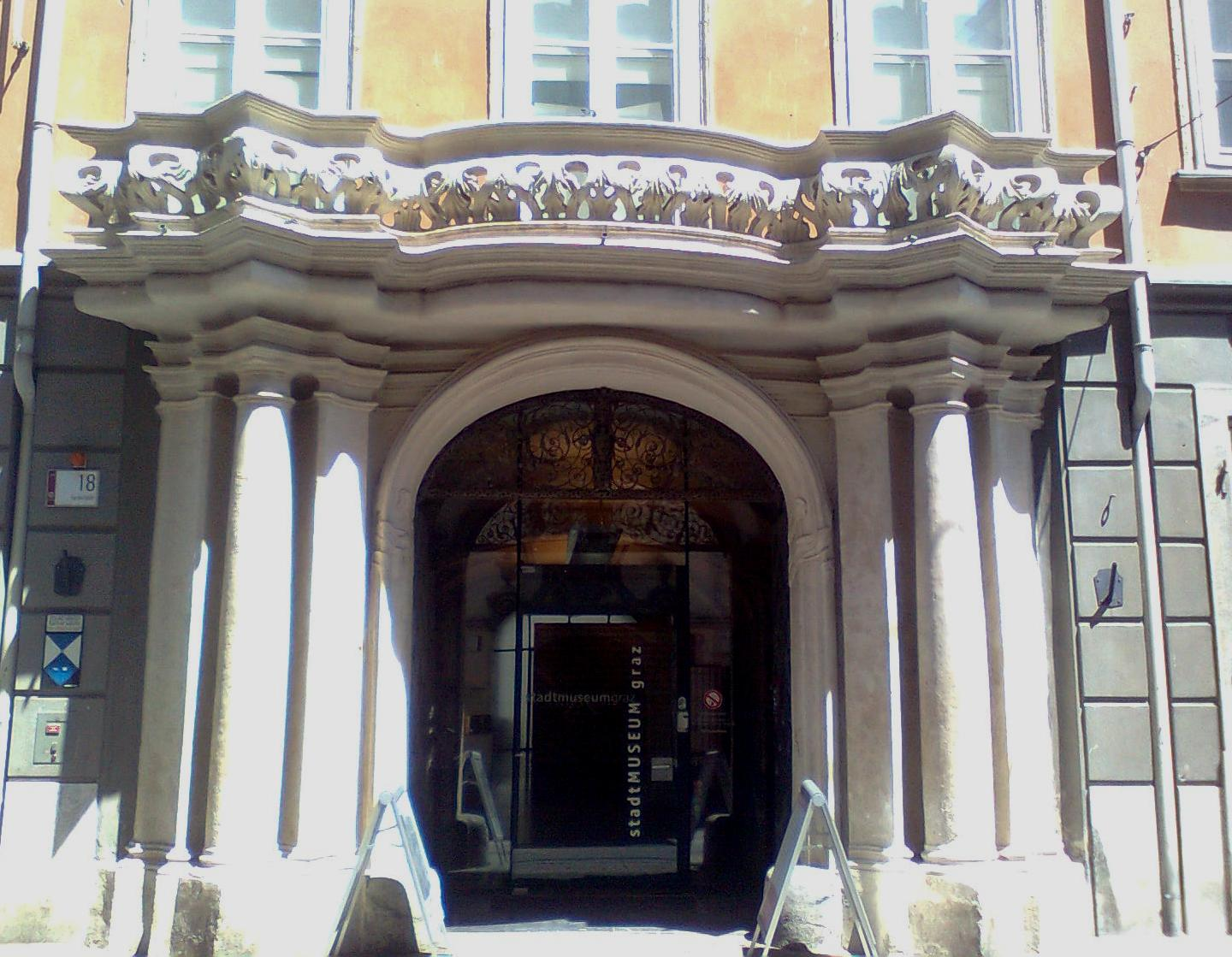
Hauptportal des Palais Khuenburg in Graz, im 16. Jh. erbaut von Maximilian von Schrattenbach

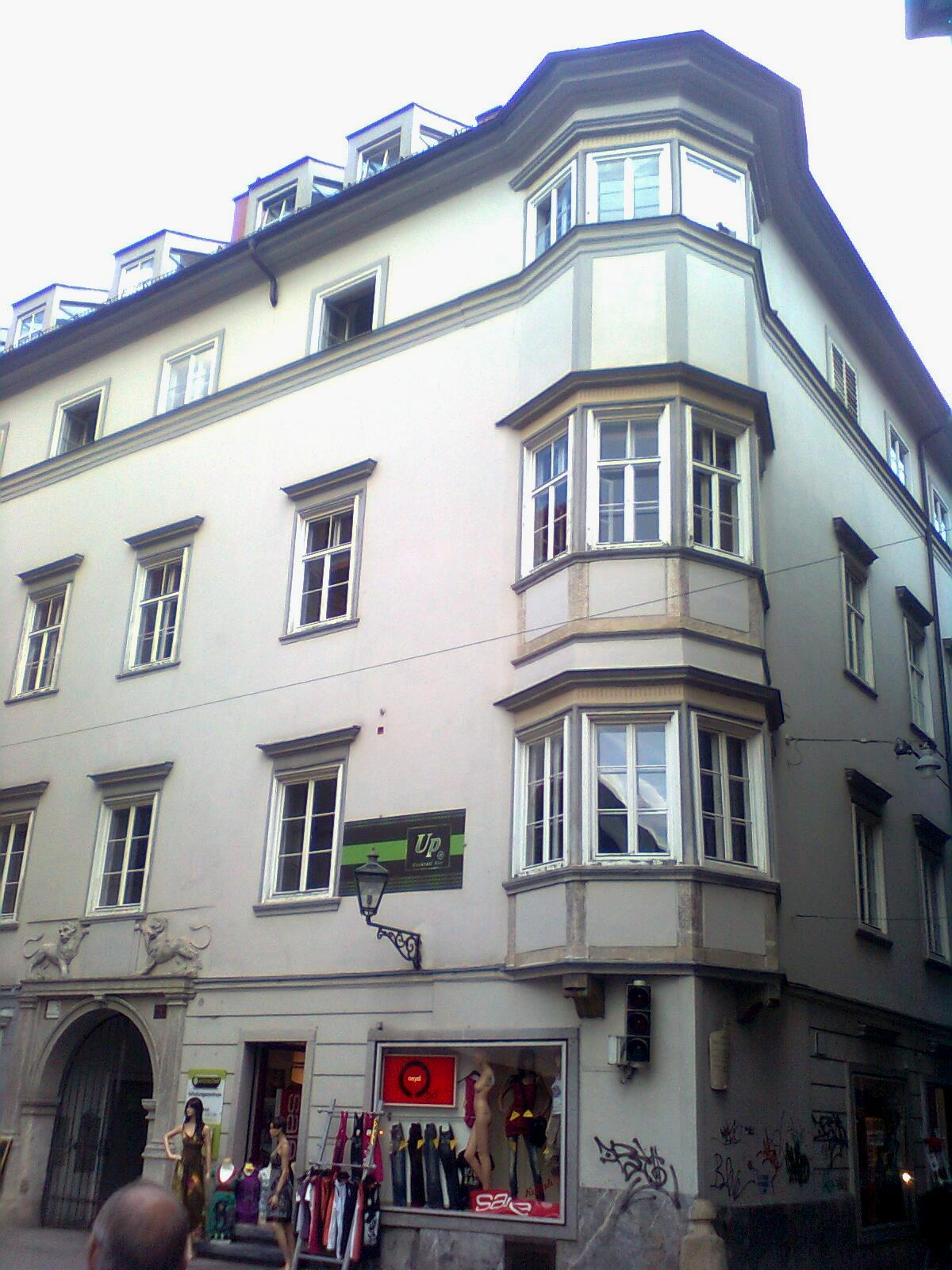
Ehemaliger Besitz derer von Schrattenbach in Graz: Das denkmalgeschützte Palais des Enffans d’Avernas.

Die Familie von Schrattenbach, in deren Frühzeit auch Schratenbach und Schrotenbach, soll nach anderer Überlieferung um die Mitte des 15. Jahrhunderts aus Franken in die Steiermark eingewandert sein. Die Stammreihe der Familie begann mit Hans Schrotenpach († 1496), Judenrichter und Geschworener des Rates zu Marburg an der Drau, der 1473 urkundlich genannt wurde.
Die Brüder Maximilian von Schrattenbach (1537–1611), Rat des Erzherzogs Karl von Innerösterreich und Johann Balthasar von Schrattenbach (1547–1618), Obersthofmeister des Erzherzogs Ferdinand wurden 1586 mit dem Erblandvorschneideramt in der Steiermark belehnt. Im Folgejahr, 1587, wurden beide in den innerösterreichischen Adelsstand und 1598 in den Freiherrenstand mit dem Prädikat zu Heggenberg und Osterwitz erhoben.
Johann Friedrich von Schrattenbach (1605–1657) und  Maximilian von Schrattenbach (* 1605), Söhne des kaiserlichen Hofkriegsrat und Oberst, Felix von Schrattenbach († nach 1624), Freiherr zu Heggenberg, Herr auf Pragwalt und der Freiin Maria Elisabeth von Egg, stifteten die mährische bzw. steirische Linie des Geschlechts deren Mitglieder 1649 bzw. 1690 zu österreichisch-erbländischen Grafen ernannt wurden.
Beide Linien brachten zahlreiche Kleriker hervor, von denen drei als Fürstbischöfe in den persönlichen Fürstenstand gelangten. Die mährische Linie wurde mit dem Fürstbischof in Lavant Vinzenz Joseph von Schrattenbach (1744–1816) im Mannesstamm beschlossen. Vor seiner Resignation als Fürstbischof von Lavant im Jahr 1790 hatte er für sich 1788 den Reichsfürstenstand mit dem Titel Fürst von Schrattenbach erhalten, nahm später jedoch eine weitere Amtszeit als Fürstbischof von Lavant an. Mit Gräfin Isabella Henriette Kalnoky, geborene Gräfin von Schrattenbach, starb am 9. Oktober 1875 die letzte Agnatin der mährischen Linie. Die steirische Linie ist 1820 mit Graf Otto von Schrattenbach erloschen.

## Angehörige
- Johann II. von Schrattenbach, Abt des Klosters Andechs von 1492 bis 1521
- Johann Balthasar von Schrattenbach (1547–1618), Obersthofmeister des Erzherzogs Ferdinand[2]
- Pankraz Freiherr von Schrattenbach (d.d. 1558), Oberst-Erbland-Vorschneider in der Steiermark, verehelicht mit Elisabeth Sauer von Kosiak, Tochter des Jodok (Justus) Sauer von Kosiak und der Sibylla von der Dürr.
- Regina von Schrattenbach, Äbtissin im Stift Göß von 1602 bis 1611
- Gottfried von Schrattenbach, Komtur des Deutschen Ordens zu Friesach im 17. Jahrhundert
- Bernhard von Schrattenbach, Abt von Neuzelle, Stellvertretender Administrator der Präfektur des Bistums Meißen von 1655 bis 1660
- Balthasar von Schrattenbach, der Versichernde, Mitglied der Fruchtbringenden Gesellschaft
- Maria Benedikta von Schrattenbach, Äbtissin im Stift Göß (Göss) von 1657 bis 1695
- Ernst von Schrattenbach († nach 1719), katholischer Geistlicher[3]
- Wolfgang Hannibal von Schrattenbach (1660–1738), Fürstbischof von Olmütz, Vizekönig des Königreichs Neapel sowie Kardinal
- Sigismund Felix von Schrattenbach (1674–1742), Bischof von Laibach (Ljubljana)[4]
- Franz Sigmund von Schrattenbach, kaiserlicher Obrist, Regimentsinhaber des Kürassier-Regiment Graf Schrattenbach im Jahre 1693
- Sigismundus Christoph von Schrattenbach (1698–1771), Erzbischof von Salzburg von 1753 bis 1771
- Franz Ferdinand von Schrattenbach (1707–1785), Statthalter von Niederösterreich von 1759 bis 1770
- Otto Wolfgang von Schrattenbach († nach 1771), K.u.k. Kämmerer und Rat[5]
- Johann Georg Rudolph von Schrattenbach (1701–1751), Hofratspräsident von 1724 bis 1731
- Vinzenz Joseph von Schrattenbach (1744–1816), resignierter Fürstbischof von Lavant, dann Bischof von Brünn, ein Sohn des Otto Wolfgang von Schrattenbach (* 1739), auf Dörschna, K.k. Kämmerer und Geheimrat, mährischer Gubernialrat und Polizeidirektor von Brünn, verehelicht 1768 mit Maria Elisabeth (Isabella) von Sternberg (* 1749) und Enkel des Johann Balthasar Freiherr von Schrattenbach von Schrattenthal († 1628), kaiserlicher Oberstkämmerer, verehelicht mit Anna Elisabeth Gräfin von Wagensperg

## Wappen

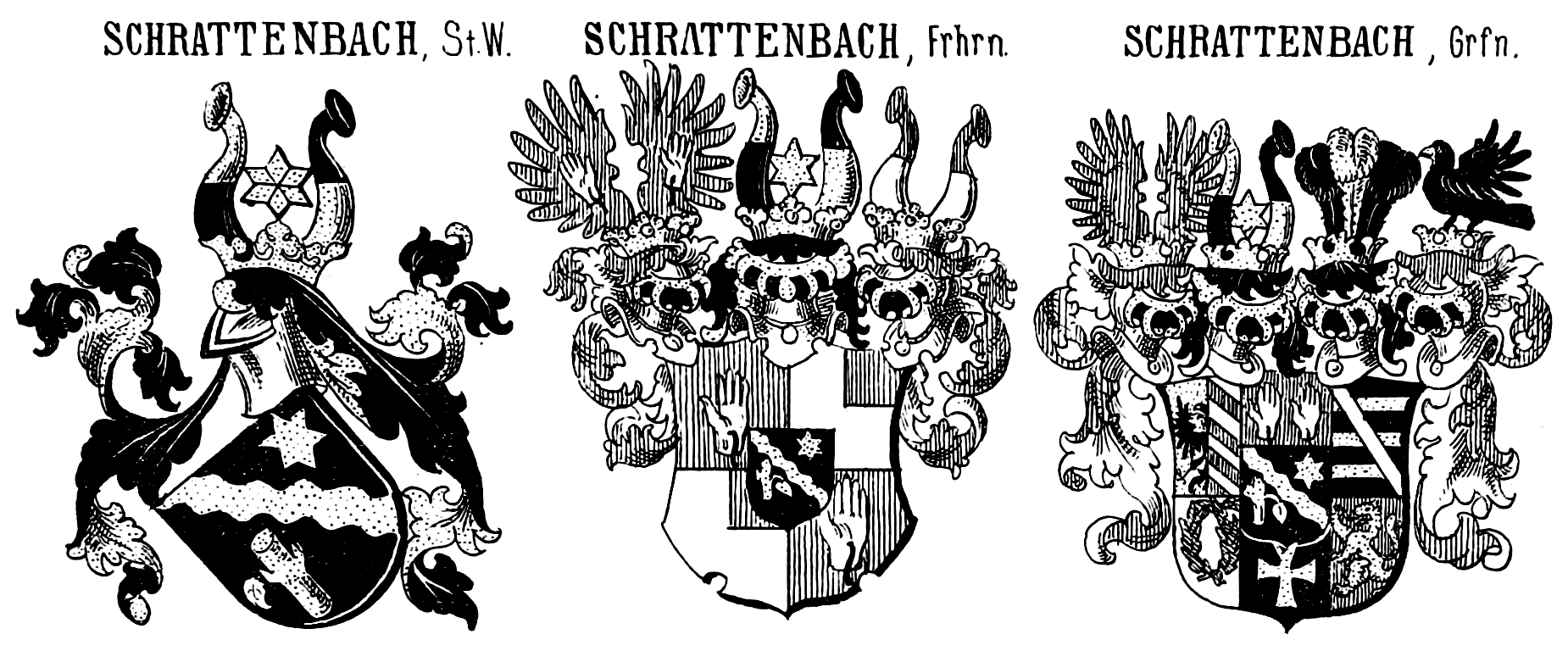
Stamm-, Freiherrn- und Grafenwappen derer von Schrattenbach

1. Das Stammwappen zeigt in Schwarz einen goldenen schrägrechten Wellenbalken, begleitet oben links von einem goldenen Stern, unten rechts einem goldenen bewurzelten Eichenstumpf (Stubben), aus dem an der rechten Seite ein Blatt oder Ast wächst. Auf dem gekrönten Helm mit schwarz-goldenen Decken ein goldener Stern zwischen zwei gold-schwarz übereck geteilten Büffelhörnern. Alternativ werden ein silberner schrägrechter Wellenbalken, sowie zwei Büffelhörner, rechts golden, links schwarz, ohne Stern in der Helmzier angegeben.
2. Das freiherrliche Wappen (1598) zeigt das Stammwappen als Herzschild dem gevierten Wappen der 1583 erloschenen von der Dörr (Dürr (Adelsgeschlecht)) aufgelegt. Diesen folgten die Schrattenberg im Erblandvorschneideramt in der Steiermark nach. Feld 1 und 4: in Rot eine silberne Hand (auch: Panzerhand oder ein silberner Fäustling), unten mit einem silbernen Haken durchbohrt; Feld 2 und 3: silbern mit rotem linken oberen Freiviertel. Drei gekrönte Helme; rechts: mit rot-silbernen Decken ein roter Flug, beiderseits mit der silbernen Hand belegt; Mitte: mit schwarz-goldenen Decken ein goldener Stern zwischen zwei golden-schwarz übereck geteilten Büffelhörnern; links: mit rot-silbernen Decken ein rot-silbern übereck geteiltes Paar Büffelhörner.
3. Das gräfliche Wappen (1649) ist zweimal gespalten und einmal geteilt. Feld 1: gespalten, rechts: in Gold ein halber schwarzer Adler am Spalt; links: in Silber fünf rote Schräglinksbalken; Feld 2: in Rot nebeneinander zwei aufgerichtete, silberne, die Daumen gegeneinander kehrende Hände; Feld 3: siebenmal schwarz-golden geteilt, überdeckt mit einem silbernen Schrägrechtsbalken; Feld 4: in Silber ein grüner Lorbeerkranz; Feld 5: in Silber ein schwebendes schwarzes Tatzenkreuz; Feld 6: in Rot ein goldener Löwe; Herzschild: das Stammwappen Schrattenbach. Vier gekrönte Helme: rechts außen: mit rot-silbernen Decken ein roter Flug ohne zusätzliches Bild; Mitte rechts: mit schwarz-goldenen Decken ein goldener Stern zwischen zwei golden-schwarz übereck geteilten Büffelhörnern; Mitte links: mit schwarz-goldenen Decken drei Straußenfedern, eine goldene zwischen zwei schwarzen; links außen: mit rot-silbernen Decken ein auffliegender schwarzer Adler.
4. Das reichsfürstliche Wappen (1711) ...
5. Das reichsfürstliche Wappen (1753) ist im Hauptschild zweimal gespalten, einmal geteilt, sechs Felder. Der Herzschild zeigt im schwarzen Feld einen weißen Schrägrechtsfluss, im linken Obereck einen goldenen Stern, im rechten Untereck einen aufrecht gestümmelten, rechts mit drei goldenen Blättern besetzten goldenen Ast (Stammwappen). Oben das Wappen des Erzbistums Salzburg, vorne in Gold einen aufrechten schwarzen, rot bezungten nach rechts gewandten Löwen und hinten in Rot einen weißen Mittelbalken. In der Mitte 1 gespalten, vorn in Gold ein halber roter Adler am Spalte, hinten in Silber vier rote Schrägrechtsbalken; 2 in Rot zwei silberne Hände, die Daumen nach innen gekehrt; 3 in dem von Gold und Schwarz zehnmal geteilten Feld ein weißer Schrägrechtsbalken; 4 in Silber ein grüner Lorbeerkranz; 5 in Silber ein schwarzes schwebendes Tatzenkreuz; 6 in Rot ein weißer Löwe.
6. Das reichsfürstliche Wappen (1788) ist inhaltlich identisch mit dem reichsgräflichen Wappen und unterscheidet sich nur in den Prachtstücken wie Fürstenhut und hermelingefüttertem, fürstlichem Wappenmantel, und der Kranz in Feld 4 wird im Siebmacher als rot angegeben, der Löwe in Feld 6 als doppelschweifig. Der Stubben des Stammwappens wächst aus goldenem Boden. Das Kleinod auf Helm 2 wird im Siebmacher als drei Straußenfedern in den Farben rot-silbern-schwarz angegeben, das Kleinod auf Helm 4 als flugbereiter schwarzer Pelikan.

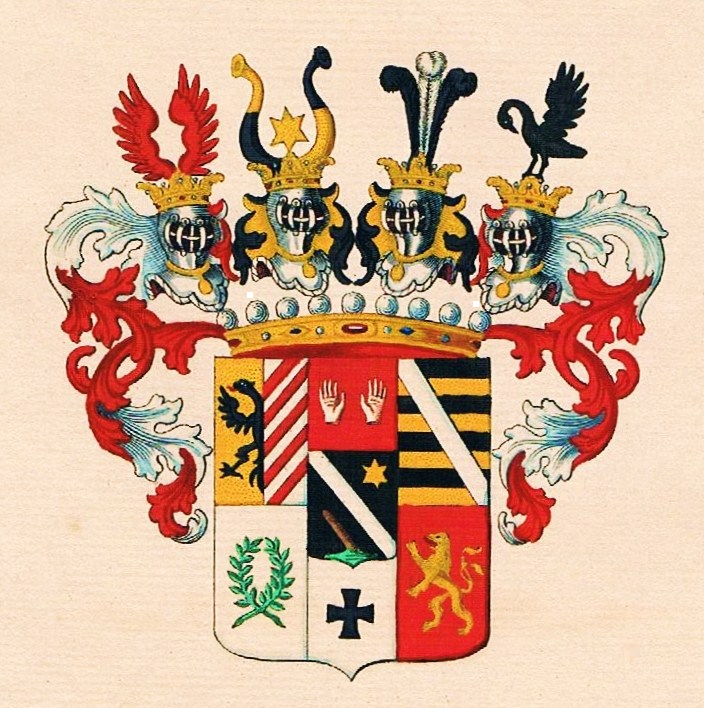
Wappen der Grafen von Schrattenbach
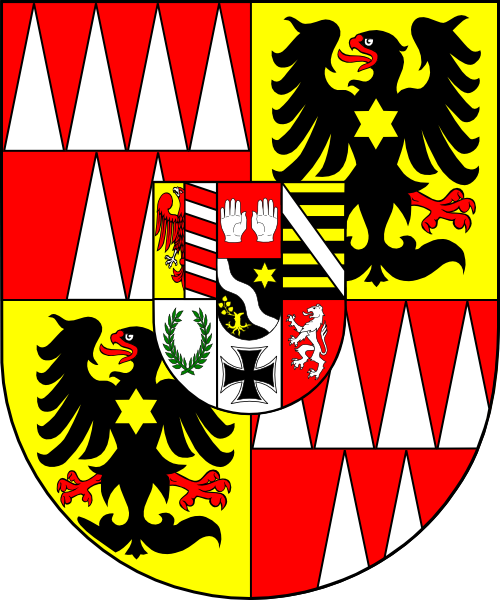
Wappen Wolfgang Hannibal von Schrattenbach, Fürstbischof von Olmütz
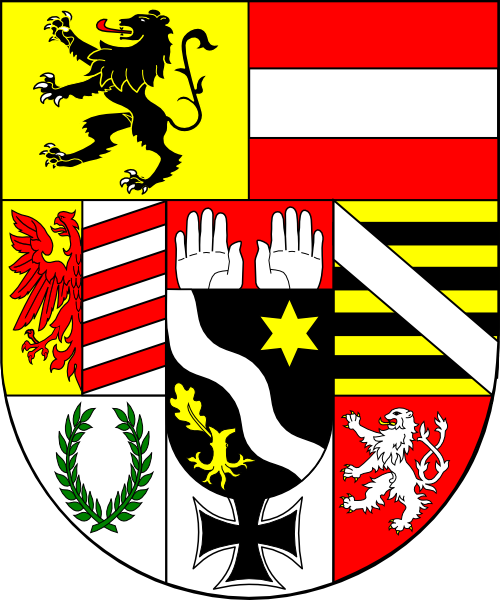
Wappen Sigismundus Christoph von Schrattenbach, Fürstbischof von Salzburg
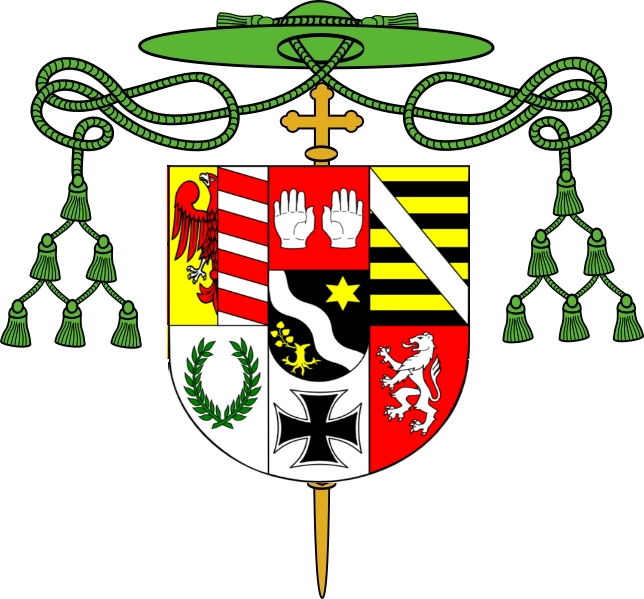
Wappen Vinzenz Joseph von Schrattenbach, Fürst-Bischof von Lavant